# Tact (ruisseau)
Pour le sens du toucher, voir Toucher.
Le Tact est un ruisseau français du Massif central dans le département du Cantal, affluent de rive gauche de la Tarentaine et donc sous-affluent de la Dordogne par la Rhue.

## Géographie
Le Tact prend sa source vers 915 m d’altitude, dans le parc naturel régional des volcans d'Auvergne, dans le Cantal, sur la commune de Champs-sur-Tarentaine-Marchal, au nord-est du village de Labanut.
Il se déverse presque aussitôt  à 878 m d’altitude dans le lac du Tact, étendue de quinze hectares créée par un barrage. À ce niveau, le lac reçoit également les eaux de la retenue de l'Eau verte par une galerie enterrée. Le ruisseau continue son cours au-delà de la digue sud-ouest du lac du Tact dont les eaux se déversent en partie vers le sud dans le lac de la Crégut par une autre galerie enterrée.
Le Tact passe ensuite sous la route départementale (RD) 622 puis au sud-est du village de Marchal, s'écoulant sous la RD 522. Il passe ensuite sous la RD 449, puis sous la RD 49 avant de rejoindre la Tarentaine en rive gauche, vers 520 m d’altitude, un kilomètre au nord du bourg de Champs-sur-Tarentaine, près du lieu-dit le Gondier.
Le Tact est long de 14 km pour un bassin versant de 29 km2.

### Affluents
Le Sandre a répertorié trois affluents sans nom du Tact. L'un d'entre eux est l'émissaire nord du lac de Lastioulles, lac de retenue qui s'étend sur 130 hectares.

### Communes et département traversés
Le Tact n'arrose que deux communes, situées dans le département du Cantal, en région Auvergne-Rhône-Alpes. Sa source et sa confluence se situent à Champs-sur-Tarentaine-Marchal. Cependant, une partie de son cours, au sortir du lac du Tact, est limitrophe, sur environ deux kilomètres en trois tronçons, de la commune de Trémouille, sur laquelle il pénètre brièvement.

## Monuments ou sites remarquables à proximité
Le lac du Tact.

Le lac du Tact
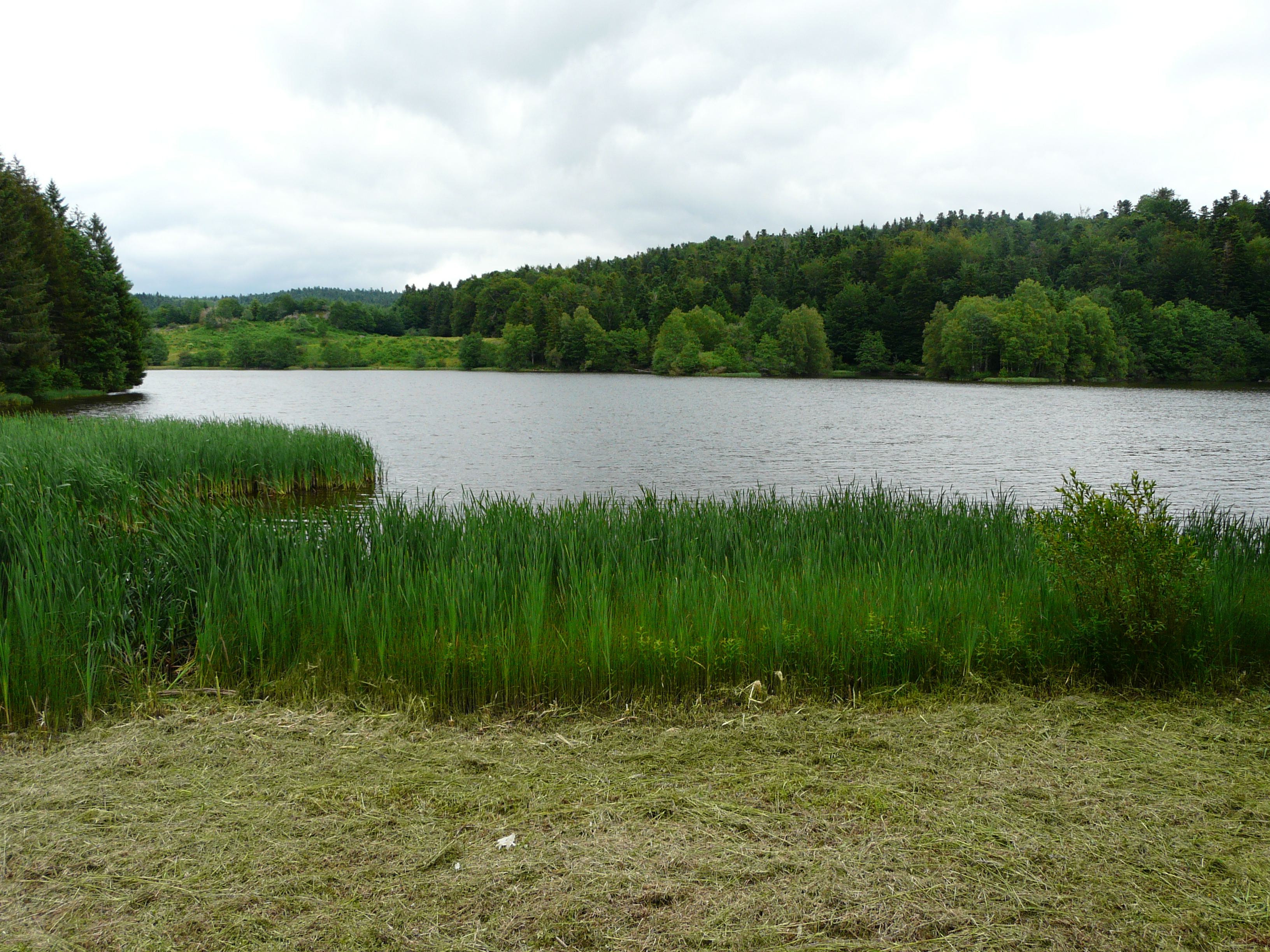
Le lac en amont de la digue sud-ouest.
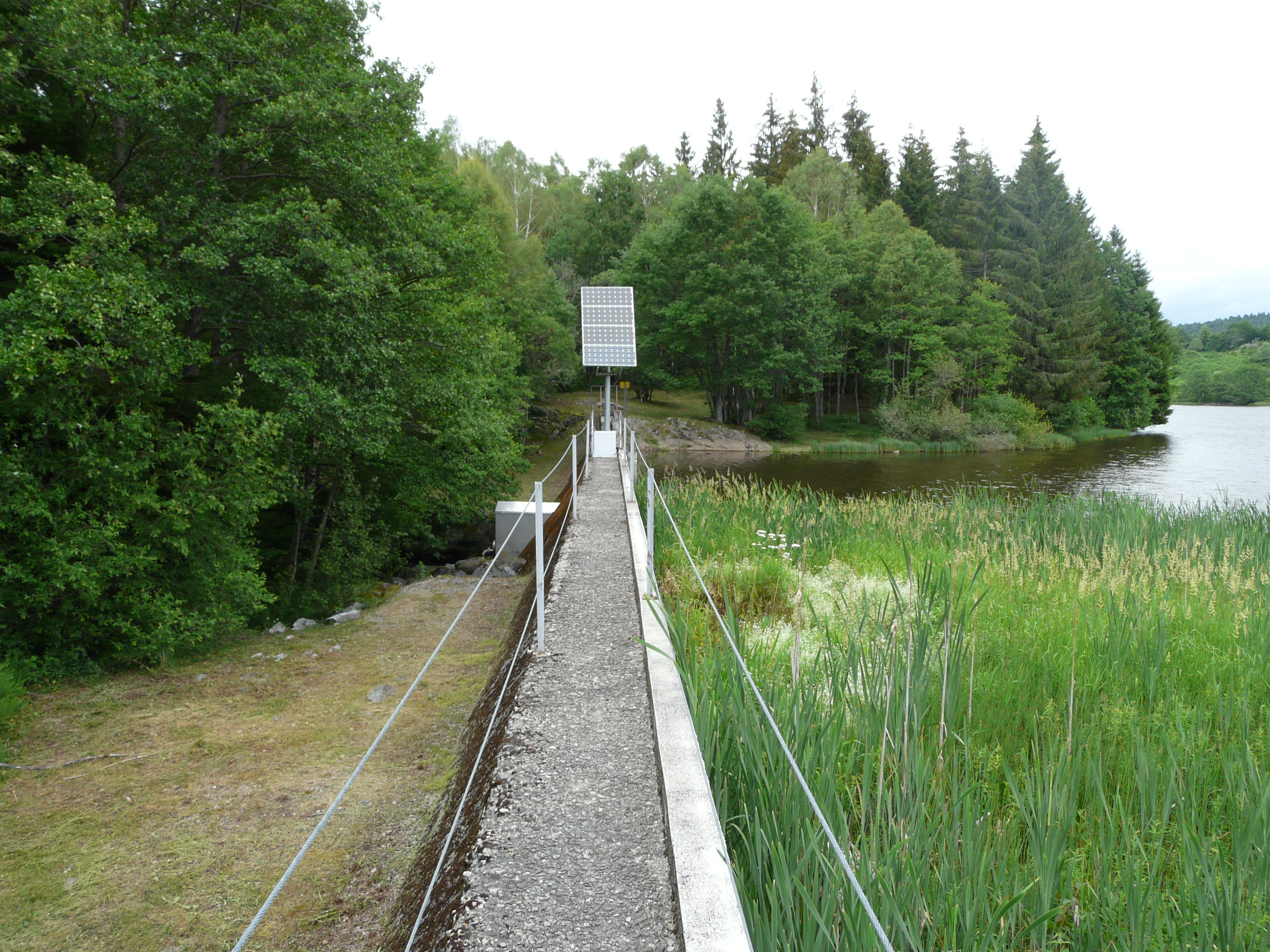
La digue sud-ouest.
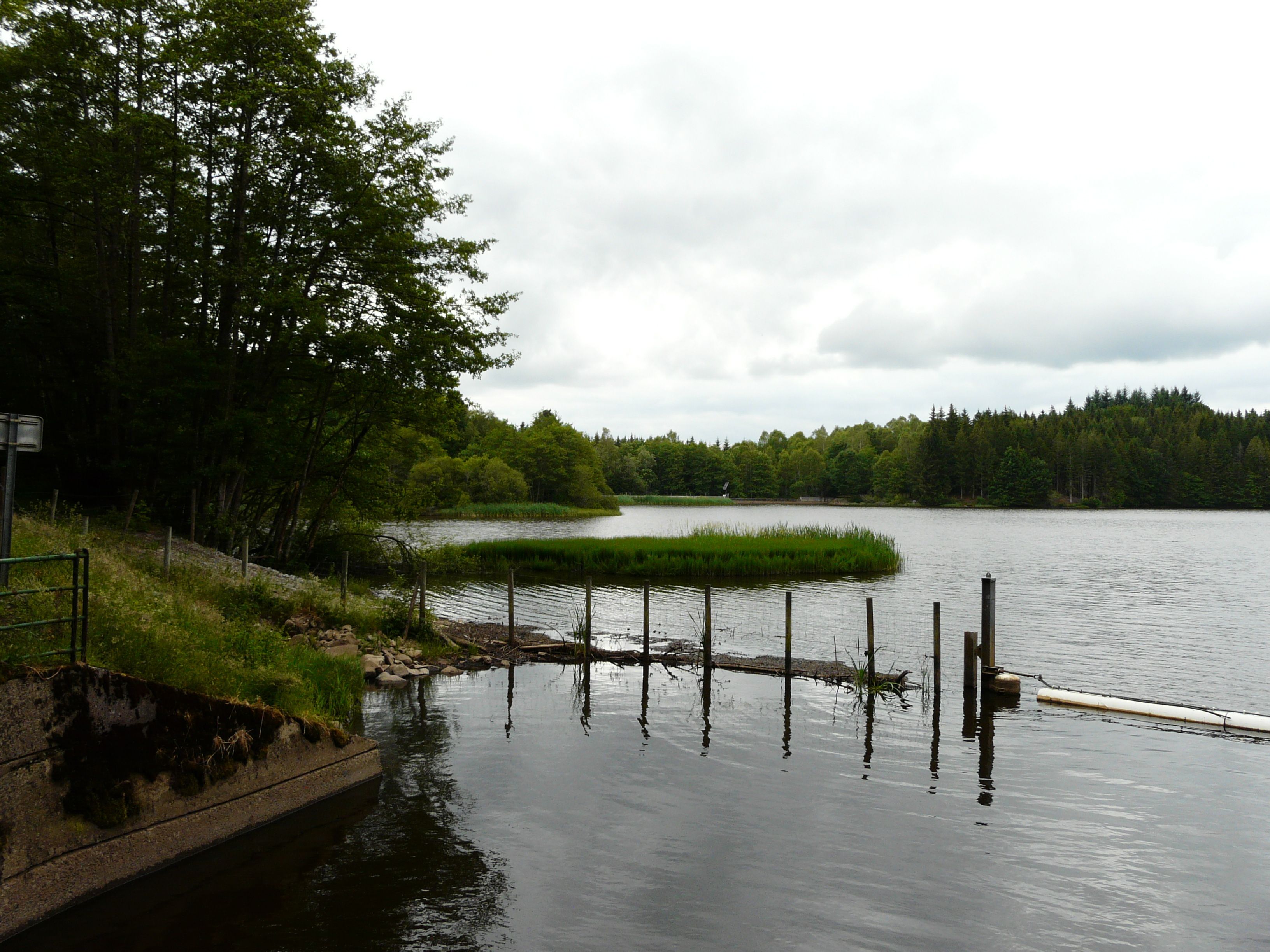
Le lac en amont du déversoir sud.
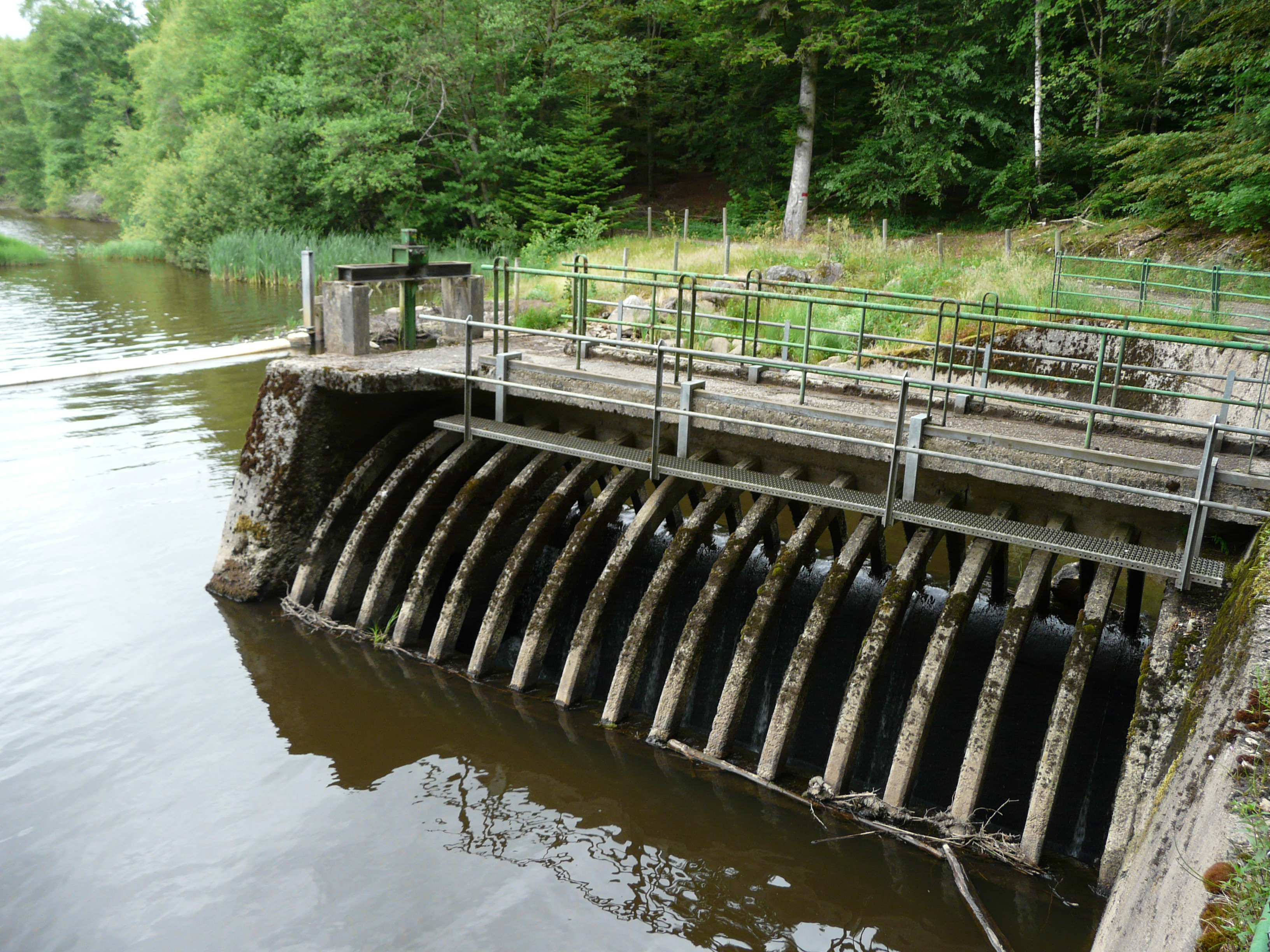
Le déversoir sud ; l'eau s'écoule vers le lac de la Crégut.